# Javi Navarro
Francisco Javier Vicente Navarro, noto come Javi Navarro (Valencia, 6 febbraio 1974), è un ex calciatore spagnolo, di ruolo difensore centrale.

## Carriera
Prima di giocare per il Siviglia, Navarrò militò nel Valencia, nel CD Logroñés e nell'Elche.
Con la Spagna ha debuttato il 15 novembre 2006 in un'amichevole contro la Romania.
Il 18 maggio 2009 il giocatore ha annunciato in una conferenza stampa la decisione di ritirarsi a fine stagione 2008-2009, per via di una lesione al ginocchio destro.

## Palmarès
Competizioni Internazionali
- Coppa UEFA: 2

Siviglia: 2005-2006, 2006-2007
- Supercoppa UEFA: 1

Siviglia: 2006
Competizioni Nazionali
- Coppa di Spagna: 2

Siviglia: 2006-2007
Valencia: 1998-1999
- Supercoppa di Spagna: 2

Siviglia: 2007
Valencia: 1999